# 丸山厚
丸山 厚（まるやま あつし）は、日本の工学者。東京工業大学生命理工学院教授。

## 主な経歴
- 1982年（昭和57年）3月 東京理科大学工学部第一部工業化学科卒業
- 1986年（昭和61年）3月 東京理科大学工学研究科工業化学専攻博士課程中途退学
- 1986年（昭和61年）4月～1990年（平成2年）8月 上智大学理工学部化学科助手
- 1988年（昭和63年）3月 博士（工学）（論文博士、東京理科大学）
- 1990年（平成2年）9月～2000年（平成12年）9月 東京工業大学生命理工学部助手。その間の1994年（平成6年）6月～1995年（平成7年）3月、文部省在外研究員（米国、ユタ大学薬学部）
- 2000年（平成12年）10月 東京工業大学大学院生命理工学研究科助教授
- 2004年（平成16年）6月 九州大学先導物質化学研究所教授
- 2013年（平成25年）4月 東京工業大学大学院生命理工学院教授

## 専門分野
- 生体機能性高分子材料
- 生医学材料
- バイオマテリアル
- 刺激応答性高分子
- 核酸工学材料
- ドラッグデリバリー材料
- 細胞特異性材料
- シャペロン機能材料

## 主な所属学会
- 高分子学会
- 日本バイオマテリアル学会（評議委員）
- 日本DDS学会（評議委員）
- 日本化学会、米国化学会など

## 主な受賞
- 1990年（平成2年） 高分子学会高分子奨励賞
- 1998年（平成10年）
  - 1997 Jorge Heller Journal of Controlled Release/CRS Outstanding Paper Award
  - Intelligent Materials Forum, Takagi Award '98 for outstanding paper and presentation
- 2005年（平成17年） 2005 日本バイオマテリアル学会 学会賞（学術）など